# Travelers Hotel
El Travelers Hotel, ubicado en Main Street al 121, en la localidad de Noonan, Dakota del Norte,  es un hotel cuya construcción data del año 1910. Entre sus huéspedes más célebres se destacan la tiradora profesional Annie Oakley y el ejecutivo ferroviario James J. Hill.

## Inclusión en el Registro Nacional de Lugares Históricos
Fue agregado en el Registro Nacional de Lugares Históricos el 6 de julio de 2010.